# Psychomyia fukienensis
Psychomyia fukienensis är en nattsländeart som beskrevs av Hwang 1957. Psychomyia fukienensis ingår i släktet Psychomyia och familjen tunnelnattsländor. Inga underarter finns listade i Catalogue of Life.